# Bohuslav Niederle (1873)
Bohuslav Niederle (24. prosince[ujasnit]1873 Praha – 15. února 1963 Praha) byl chirurg, primář kladenské chirurgie a ředitel nemocnice, autor odborných studií a publikací z oboru chirurgie. Věnoval se také práci sokolské, stavovské a kulturní.

## Život
Vystudoval Lékařskou fakultu UK v Praze, na první místo nastoupil u chirurga MUDr. Karla Maydla ve Všeobecné nemocnici v Praze. Od roku 1903 byl prvním primářem nové Okresní nemocnice v Kladně, v roce 1924 byl jmenován ředitelem kladenské nemocnice. Pod jeho vedením v některých oborech, např. v rentgenologii, předčila pražské kliniky. Celoživotní práce s rentgenem ho připravila o většinu prstů na levé ruce (v počátcích ji chirurgové používali jako předlohu při nastavování ostrosti přístroje). Od roku 1928 docent Lékařské fakulty UK v Praze a v roce 1934 byl jmenován mimořádným profesorem. V roce 1939 se odstěhoval do Prahy.
Jako dobrovolník byl lékařem v balkánské válce v roce 1912, v letech 1914-1916 byl nasazený na srbskou frontu, do Volyně a později do Lvova. Po roce 1918 se stal předsedou družstva a správy kladenského divadla.

## Budovy v Kladně
- Niederleho pavilon, nejstarší budova kladenské nemocnice čp. 1548 v ulici Vančurova z let 1902-1903, v r. 1933 přejmenována na Niederlovu v. v. okresní nemocnici. Nemocnice byla rozšířená po druhé světové válce, v budově E sídlí po rekonstrukci z roku 2012 administrativa a vedení nemocnice. Kulturní památka.
- Niederleho vila, dům čp. 1649 na nám. Edvarda Beneše byl postavený v roce 1910 kladenskou stavební firmou Emila Hraběte v duchu české moderny, měl zde také soukromou ordinaci, v roce 1946 bylo vybudováno nové schodiště.

## Galerie

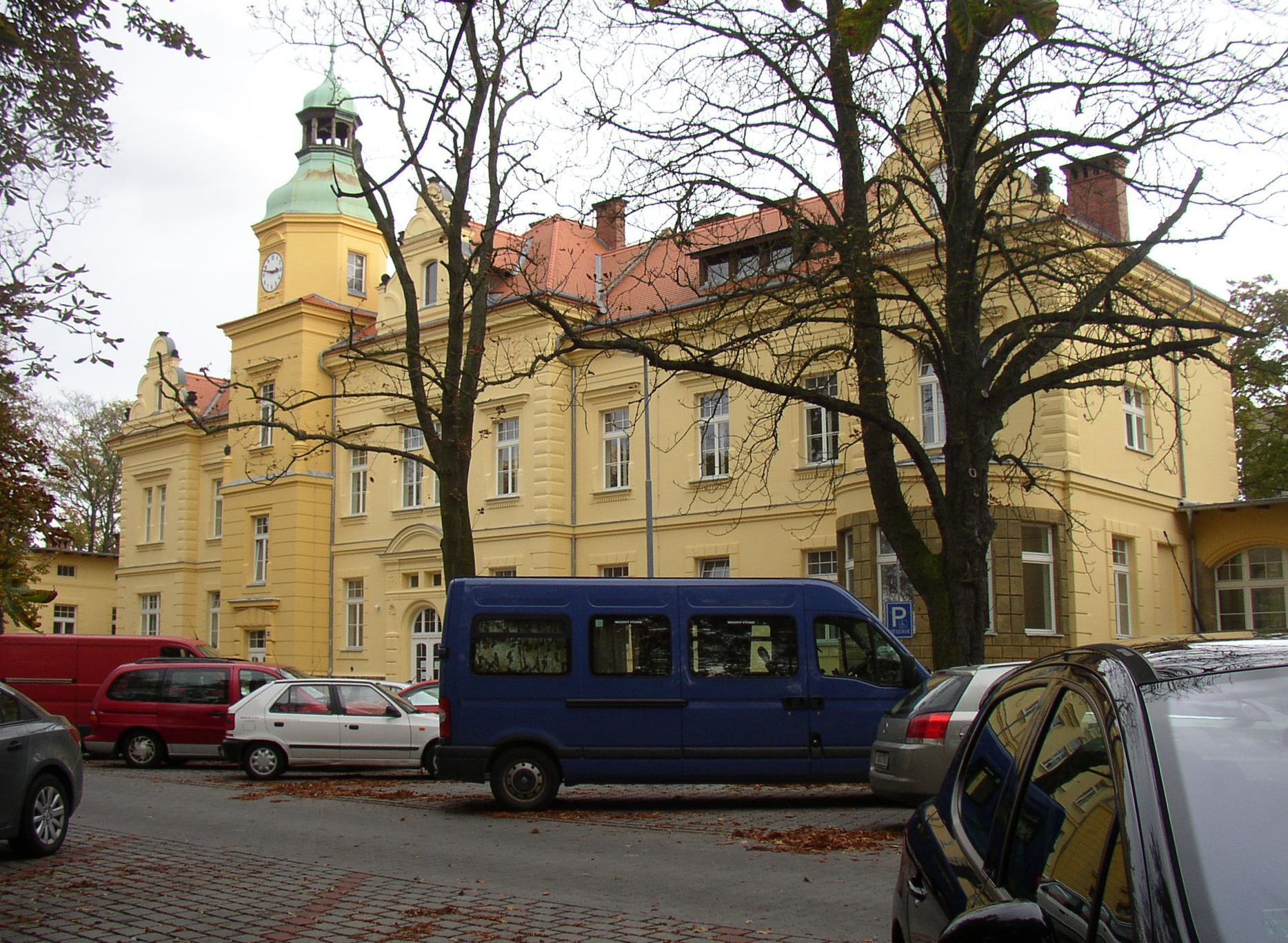
Niederleho pavilon v areálu kladenské nemocnice
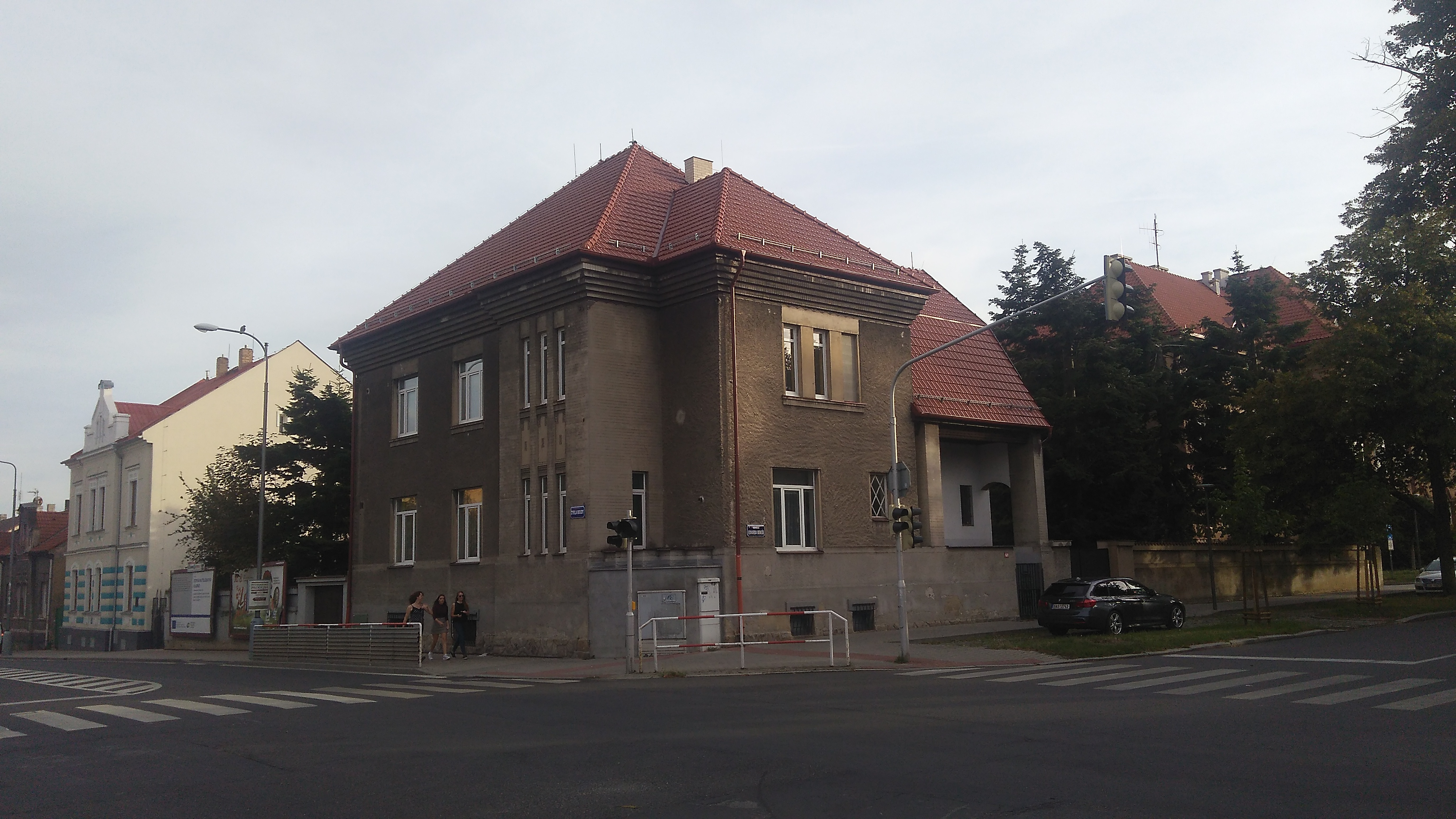
Niederleho vila u kladenského gymnázia
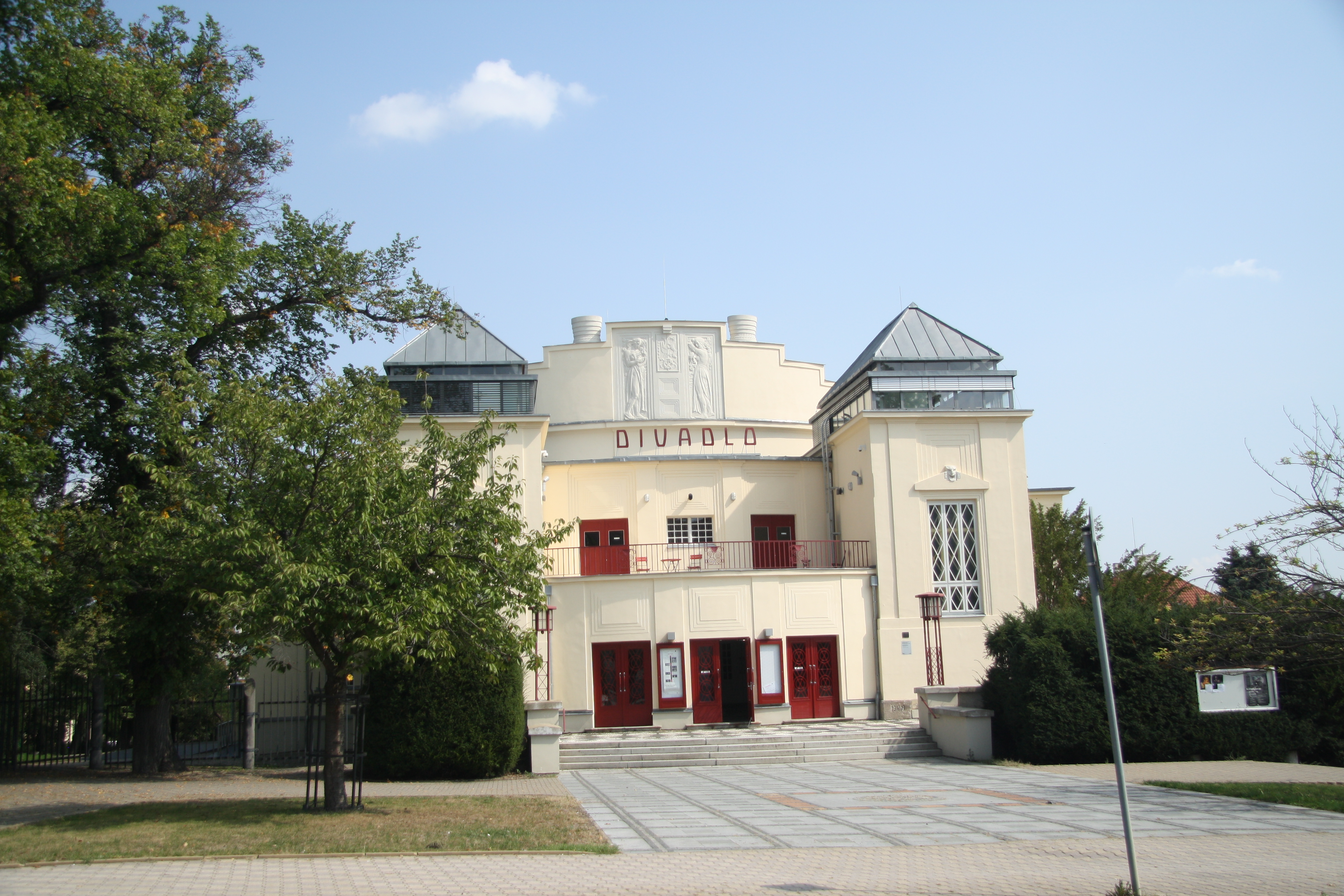
Středočeské divadlo Kladno